# Československá basketbalová liga 1987/1988
1. basketbalová liga 1987/1988 byla v Československu nejvyšší ligovou basketbalovou soutěží mužů, v ročníku 1. ligy hrálo 12 družstev.  Zbrojovka Brno získala 19. titul mistra Československa, Inter Bratislava skončil na 2. místě a VŠ Praha na 3. místě. Ze dvou nováčků ligy se udržel Baník Handlová (9. místo), sestoupila Stavební Fakulta Praha a dále Chemosvit Svit. 
Konečné pořadí:
1. Zbrojovka Brno (mistr Československa 1988) - 2. Inter Bratislava - 3. VŠ Praha - 4. Baník Prievidza - 5. RH Pardubice - 6. Slávia VŠD Žilina - 7. Sparta Praha - 8. NHKG Ostrava - 9. Baník Handlová -  10. Dukla Olomouc - další 2 družstva sestup z 1. ligy:  11. Chemosvit Svit - 12. Stavební fakulta Praha

## Systém soutěže
Všech dvanáct družstev hrálo dvoukolově každý s každým (zápasy doma - venku), každé družstvo odehrálo 22 zápasů. Po základní části se družstva rozdělila na dvě skupiny (1.-4., 5.-12.). První 4 družstva hrála podle pořadí dva turnaje a následovaly zápasy o titul a o 3. místo. Družstva na 5. až 12. místě pokračovala dvoukolově (systém doma - venku) o konečné umístění a o sestup. 

## Tabulka základní část 1987/1988
| Poř. | Tým                    | Z  | V  | P  | Skóre     | Body | Kon. pořadí |
| ---- | ---------------------- | -- | -- | -- | --------- | ---- | ----------- |
| 1.   | Zbrojovka Brno         | 28 | 22 | 6  | 2584:2127 | 50   | 1. místo    |
| 2.   | Inter Bratislava       | 28 | 18 | 10 | 2535:2303 | 46   | 2. místo    |
| 3.   | VŠ Praha               | 28 | 18 | 10 | 2395:2326 | 46   | 3. místo    |
| 4.   | Baník Prievidza        | 28 | 15 | 13 | 2374:2430 | 43   | 4. místo    |
|      |                        |    |    |    |           |      |             |
| 5.   | RH Pardubice           | 36 | 22 | 14 | 3178:2923 | 58   |             |
| 6.   | Slávia VŠD Žilina      | 36 | 20 | 16 | 3102:3083 | 56   |             |
| 7.   | Sparta Praha           | 36 | 19 | 17 | 3033:3091 | 55   |             |
| 8.   | NHKG Ostrava           | 36 | 18 | 18 | 3263:3067 | 54   |             |
| 9.   | Baník Handlová         | 36 | 16 | 20 | 2928:2940 | 52   |             |
| 10.  | Dukla Olomouc          | 36 | 15 | 21 | 3017:3084 | 51   |             |
| 11.  | Chemosvit Svit         | 36 | 15 | 21 | 2761:2944 | 51   |             |
| 12.  | Stavební fakulta Praha | 36 | 2  | 34 | 2684:3436 | 38   |             |

## Play off 1987/1988
- o 3. místo: VŠ Praha - BC Prievidza 3:0 (98:78, 76:75, 100:72)
- Finále: Zbrojovka Brno - Inter Bratislava 3:2 (79:68, 80:111, 89:76, 86:88, 116:79)

## Sestavy (hráči, trenéři) 1987/1988
- Zbrojovka Brno: Vlastimil Havlík, Josef Jelínek, Kamil Brabenec, Leoš Krejčí, Jiří Okáč, Jan Svoboda, Šibal, Martin Hanáček, Lupač, Harásek, Jeřábek, Buňák, Hudeček, Majer, Brtník. Trenér Zdeněk Bobrovský.
- Internacionál Slovnaft Bratislava: Oto Matický, Juraj Žuffa, Richard Petruška, Kristiník, T. Michalík, Jakabovič, Kubrický, Černický, Procházka, Chromej, Bošňák. Trenér J. Meszároš
- VŠ Praha: Gustáv Hraška, Václav Hrubý, Petr Treml, Jaromír Geršl, Hanzlík, Jiří Šťastný, Bříza, Štybnar, Jiří Šťastný, Dvořák, Štybnar, Marko, P. Hartig, Bříza, Bašta, Bečka. Trenér Jiří Zídek
- Baník Prievidza: Jaroslav Kraus, Varga, Bárta, P. Jančura, Stopka, Jašš, Knob, Urban, Kurčík, Krivošík, Rolfes, Miškovič, Hrubina, Marchyn. Trenér J. Kostka
- RH Pardubice: Vladimír Vyoral, Miloš Kulich, Karel Forejt, Uhnák, Voltner, Kolár, Bacík, Burgr, Vaněček, Zikuda, Slawisch, R.Musil. Trenér Jan Skokan
- Slávia VŠD Žilina: Jozef Michalko, Jonáš, Mašura, Bystroň, Kňaze, Nerád, Brokeš, Konečný, Šplíchal, Petrák, Štefek, Ondroušek, Faith. Trenér B. Iljaško
- Sparta Praha: Michal Ježdík, Adolf Bláha, Libor Vyoral, Ivan Beneš, Josef Hájek, Zdeněk Douša, Lubomír Lipold, Petr Řihák, Jiří Brůha, M. Bakajsa, Josef Petržela, Hynek Cimoradský, J. Žákovec, R. Daneš.  Trenér Lubor Blažek
- NHKG Ostrava:  Zdeněk Böhm, Gerald Dietl, Martin Brázda, Dušan Medvecký, Kamil Novák, Kovář, Wrobel, Hlaváč, Kocian, Rusz, Fajta, Neuwirth, Zlámal, Dínuš. Trenér Zdeněk Hummel
- Baník Handlová: Dušan Lukášik, Vojtěch Petr, Floreš, Linkeš, Beránek, Orgler, Galatík, Holúbek, Voskár, Javúrek, Laca, Rendek. Trenér Boris Lukášik
- Dukla Olomouc: Kratochvíl, Josef Šťastný, S. Petr, Pavelka, Pochabá, Kofroň, J. Musil, Pekárek, I. Jančura, Vaňa, V.  Krejčí, Huss, L. Vilner, Pekár. Tréner  Zdeněk Kos
- Chemosvit Svit: Igor Vraniak,  Stanislav Votroubek, Jaroslav Skála, Miloš Pažický, Vass, Hajduk, Seman, Bule, Polcer, Vraniak, Gajan, Polomský, Záboj. Trenér Š. Vass
- Stavební fakulta Praha: Petr Janouch, Pupík, Bulla, Šimánek, Dorazil, Hanák, Urgač, Voborský, Blažek, Vlček, Bubeník, Linhart, Franék, Hercík, Novák, Vykypěl. Fridrich, Bejček. Trenér Jiří Růžička

## Zajímavosti
- Zbrojovka Brno v Poháru evropských mistrů 1987/88 hrála 4 zápasy (1-3, 350-357), vyřazena v osmifinále od Nashua EBBC Den Bosch, Holandsko (83-97, 78-87).
- Koračův pohár 1987/87 
  - NHKG Ostrava hrála 4 zápasy (2-2, 371-362), vyřazena ve 2. kole od Dietor Virtus Bologna, Itálie (63-89, 81-110)
  - Inter Bratislava hrála 4 zápasy (2-2 434-322), vyřazena ve 2. kole od Hapoel Tel-Aviv BC, Izrael (86-111, 77-99)
- Vítězem ankety Basketbalista roku 1987 byl Oto Matický.
- „All Stars“ československé basketbalové ligy - nejlepší pětka hráčů basketbalové sezóny 1987/88: Oto Matický, Richard Petruška, Josef Jelínek, Jozef Michalko, Štefan Svitek (Slávia VŠT Košice, 2. liga).